# ホルヘ・ソレギエタ
ホルヘ・オラシオ・ソレギエタ（1928年1月18日 – 2017年8月8日）は、アルゼンチンの政治家・実業家である。彼は1979年から1981年まで、軍事独裁政権のビデラ政権下で農業・畜産大臣を務めた。また、オランダ王妃マクシマ（オランダ国王ウィレム＝アレクサンダーの妻）の父でもある。

## 経歴
1960年以降、ソレギエタはアルゼンチンの大地主階級を代表する経済団体で様々な要職に就いていた。アルゼンチン農村連合会（CRA）やアルゼンチン農業協会（SRA）の書記、さらには農業団体調整委員会の会長などを務めた。

### 軍事独裁政権への関与
ソレギエタはアルゼンチン農業協会（SRA）の積極的なメンバーであり、政府に対するロビイストでもあった。
```
「1976年には民間勢力がさらに踏み込んだ行動をとった。完全に独裁のためだけに、APEGE（企業労働団体総連合）を設立し、大企業グループと農業協会が結集した。そこで中心的役割を果たしたのが、ホルヘ・アグアド、ホルヘ・ソレギエタ、アルマンド・ブラウン、セレドニオ・ペレダ、オスバルド・コルニデなどだった。」
——ビセンテ・ムレイロ『1976年：民間によるクーデター』
```

彼は以下の三つの主要ポジションを通して、地主階級の利益を守る中枢人物となった。
1. 極右の自由企業団体「ACIEL」の会計担当。
2. アルゼンチンの主要農業団体をまとめる農業団体調整委員会の会長。
3. 1975年9月、影響力の強いアルゼンチン農業協会（SRA）の事務局長に就任(これがビデラ政権入りのきっかけとなった。)

その立場から、ソレギエタは経済相ホセ・アルフレド・マルティネス・デ・オスと共に、当時の大統領イサベル・ペロン政権の不安定化を図り、1976年3月24日の軍事クーデターに加担。このクーデターにより、「国家再編プロセス」と呼ばれる独裁政権が始まった（1976年～1983年）。
政権下では、農業次官（1976–1979）を務めた後、**農業・畜産大臣（1979–1981）に昇格。また、国営穀物委員会の会長も兼任した。

### 人権侵害との関連
1976年12月21日、若い学生リディア・アミーゴが、ラ・プラタ大学建築学部で軍に拉致された。彼女の父アルベルト・アミーゴは、それまで農業次官だったが、クーデターによってソレギエタに交代されていた。アミーゴは娘の件でソレギエタに助けや情報を求めたが、ソレギエタは何もしなかったとされる。

### 民主政権下での活動
その後ソレギエタは、ワシントンD.C.に本部を置く国際農業・食料・貿易政策評議会（IPC）のメンバーとなり、国際農業政策の議論に参加した。
2008年には、以下の要職を務めていた：
1. アルゼンチン製糖業センター（CAA）会長
2. 食品産業調整機構（COPAL）会長
3. バスク系アルゼンチン人財団「フアン・デ・ガライ」会長

しかし、2009年、キルチネル派の国会議員らの提案により、ソレギエタが受け取っていた特権年金（月額1650ドル、当時の為替で4420ペソ）は、独裁政権に加担したことを理由に剥奪された。

### 死去
ソレギエタは約20年間、非ホジキンリンパ腫と闘っていたが、2017年8月8日、ブエノスアイレス市で亡くなった。

## 家族・子女
最初の妻、作家で哲学者のマルタ・ロペス・ヒルとの間に、3人の娘（マリア、アンヘレス、ドロレス）がいる。
その後、マリア・デル・カルメン・セッルーティと再婚し、ブエノスアイレス市内のバリオ・ノルテ地区で暮らした。彼女との間には4人の子どもがいる。
- マクシマ（1971年生） – オランダ王妃
- マルティン（1972年）
- フアン（1982年）
- イネス（1984年生 – 2018年没）

## 調査と論争
オランダ政府の依頼で、歴史家ミヒエル・バウドが「花嫁の父」という報告書を作成し、ソレギエタの政歴と独裁時代の関与について調査した。彼の見解は以下の通り
```
「ソレギエタ氏の公的な職務を調査しました。彼の職務の背景、彼が人権侵害を知っていた可能性、そしてそれに積極的に関与したかを、1976年から1981年の間に焦点を当てました。ソレギエタ氏は高位の地位にあり、国内で起きていたことを無視することはできなかったはずです。その責任と職責を鑑みれば、高位の立場にある人間の沈黙は、もはや許容されません。」
```

このような関与により、彼はオランダへの入国および、娘マクシマの結婚式への招待を拒否された。